# Vânătoarea sfântă
Vânătoarea sfântă (2005) (titlu original The Hallowed Hunt) este un roman fantasy scris de Lois McMaster Bujold. Romanul a ocupat locul al patrulea în sondajul Locus pentru cel mai bun roman fantasy.

## Cadrul acțiunii
Acțiunea cărții se petrece în aceeași lume ca și cea din precedentele două romane fantasy ale lui Bujold, Blestemul Chalionului (2001) și Paladinul sufletelor (2003), într-o țară menționată doar în treacăt în acestea. În timp ce volumele anterioare prezentau un cadru a cărui tehnologie și societate o imitau pe cea din Evul Mediu european târziu și o teologie care curpindea cinci zeități, acest roman vorbește despre acumulări intenționate de spirite animale și umane, mult mai apropiate de ritualurile păgâne ale unei perioade mai timpurii.
Intenția inițială a autoarei a fost ca seria să aibă câte un volum dedicat fiecărei zeități. Astfel, dacă în Blestemul Chalionului a apărut Fiica, iar în Paladinul sufletelor Bastardul, în prezentul roman Fiul i se arată personajului principal, Ingrey.

## Intriga
Ingrey, care a primit în copilărie spiritul unui lup, este trimis să aducă la curte trupul răposatului Boleso, prințul moștenitor. Asasina acestuia, Ijada, este dusă și ea la curte pentru a fi judecată. Pe parcursul călătoriei, Ingrey află că Ijada a fost victima unui ritual vrăjitoresc condus de prințul Boleso, în urma căruia a primit spiritul unui leopard, gest care a determinat-o să-l ucidă. Situația asemănătoare în care se află îi apropie pe cei doi, iar Ingrey este prins la mijloc între datoria față de rege și dragostea pe care începe să o nutrească pentru Ijada.
Pe drum, celor doi li se adaugă Wencel, o rudă a lui Ingrey, care ascunde în interiorul său spiritul unui cal. Cei trei ajung la curte, unde problema lor ajunge în atenția personalului de la Templu, care pedepsește aspru posedarea spiritelor. Se pare însă că spiritele celor trei nu sunt unele obișnuite, ci acumulări de spirite din mai multe vieți. Urmele acestora duc până în vremuri apuse de secole, când războinicii Străvechiului Weald au fost exterminați de darthacani în timpul unei bătălii de proporții epice.
Spiritul care posedă trupul lui Wencel aparține de fapt fostului rege sfânt ucis în acea bătălie, care a rămas legat de lumea aceasta împreună cu cele ale războinicilor săi. Cu ajutorul spiritului lui Ingrey, acesta se eliberează de blestem și, deși acest lucru duce și la eliberarea spiritelor războinicilor uciși în acea bătălie, nu le permite să meargă la cei cinci zei. Pentru aceasta este nevoie de ajutorul spiritului Ijadei și a cinci dintre cei mai importanți oameni din regat - câte unul pentru fiecare zeu.
În final, Ingrey se căsătorește cu Ijada și primește de la spirite împuternicirea de a deveni noul rege sfânt, o funcție pe care o va păstra doar în mod onorific.

## Personaje
- Ingrey - bărbat aflat în slujba Maestrului Pecetlar Hetway, care a primit în copilărie spiritul unui lup în urma unui ritual orchestrat de tatăl său
- Ijada - femeie dorită de prințul moștenitor Boleso, în care intră spiritul unui leopard în urma ritualului condus de prinț; îngrozită, Ijada îl ucide
- Wencel - conte de Horseriver, un om posedat de spiritul regelui sfânt de pe vremea Străvechiului Weald
- Hallana - Învățătoare a Templului și bună prietenă a Ijadei; în timpul ritualului eliberării spiritelor războinicilor morți, ea este reprezentanta Mamei
- Oswin - Învățător al Templului, soțui Hallanei; în timpul ritualului eliberării spiritelor războinicilor morți, el este reprezentantul Tatălui
- Lewko - Învățător al Templului; în timpul ritualului eliberării spiritelor războinicilor morți, el este reprezentantul Bastardului
- Jokol - prinț din sudul îndepărtat, pornit în căutarea unui sfânt; în timpul ritualului eliberării spiritelor războinicilor morți, el este reprezentantul Fiicei
- Biast - prinț moștenitor, viitorul rege după moartea lui Boleso; în timpul ritualului eliberării spiritelor războinicilor morți, el este reprezentantul Fiului
- Fara - soția lui Wencel și sora prinților Biast și Boleso
- Hetwar - Maestru Pecetlar

## Opinii critice
Aprecierile criticii asupra romanului au fost în general pozitive. Publishers Weekly este de părere că „abilitatea lui Bujold de a menține un ritm susținut al acțiunii, păstrând în același timp veridicitatea ei într-o lume a minunilor maligne, face acest roman să strălucească pe alocuri”. Mythprint apreciază că „merită explorat, oferind o nouă perspectivă asupra amestecului atrăgător de suspans, poveste de dragoste, eroism, politică și religii neconvenționale specific lui Bujold”. Thomas M. Wagner îi acordă 3 stele și jumătate și, deși consideră că romanul readuce seria la stilul mai complex din Blestemul Chalionului, admite că „este un adaos impresionant la canonul fantasy al lui Bujold”.
De cealaltă parte, Greg Beatty - deși consideră că este mai plin de creativitate ca primele două cărți ale seriei - se arată dezamăgit de roman, găsind lipsuri în cadrul lui și condamnând schematizarea personajelor celor cinci zei. În acceași notă, Danielle L. Parker se arată dezamăgită de tratarea prea banală a unuia dintre personajele principale (Wencel, cel posedat de spiritul regelui sfânt), despre care consideră că avea un potențial mult mai mare. 